# Fenilacetaldehid
A fenilacetaldehid tiszta állapotban mézszerűen édeskés illatú folyadék. Megtalálható a csokoládéban, a hajdinában és számos más táplálékban és virágban. A lárvaterápia (nehezen gyógyuló sebbe élő nyüveket tesznek) e vegyületnek köszönheti hatásosságát. A cigaretta illatát javító adalékanyag.
Számos rovar feromonként, vegyi kommunikációra használja, pl. lepkék, hártyásszárnyúak, bogarak, fátyolkák.

## Fordítás
Ez a szócikk részben vagy egészben  a   Phenylacetaldehyde című angol Wikipédia-szócikk fordításán alapul.  Az eredeti cikk szerkesztőit annak laptörténete sorolja fel. Ez a jelzés csupán a megfogalmazás eredetét és a szerzői jogokat jelzi, nem szolgál a cikkben szereplő információk forrásmegjelöléseként.

## Külső hivatkozások
1. ↑  Semiochemical - 2-phenylacetaldehyde Archiválva 2017. június 30-i dátummal a Wayback Machine-ben at Pherobase.com